# 佐藤久子
佐藤 久子（さとう ひさこ、1921年8月17日 - 2014年2月27日）は、日本の教育学者。四国大学生活科学部教授。同大学などを運営する学校法人四国大学元理事長。徳島県女子師範学校本科第二部、文化服装学院裁断科及び高等裁断科卒業。
所属学会は日本生活文化史学会。

## 経歴
- 1939年 - 徳島県女子師範学校本科第二部（現在の徳島大学）卒業。
- 1949年 - 文化服装学院裁断科及び高等裁断科卒業。
- 1949年 - 徳島服装女学校校長就任。
- 1961年 - 徳島家政短期大学講師就任。
- 1963年 - 四国女子短期大学助教授就任。
- 1966年 - 四国女子短期大学附属幼稚園長就任。
- 1967年 - 四国女子大学教授就任。
- 1969年 - 学校法人四国女子学園理事長就任。
- 1979年 - 四国女子大学学長事務取扱就任。
- 1992年 - 学校法人四国大学理事長就任。
- 1998年 - 社会福祉法人四国大学福祉会理事長就任。
- 2002年 - 学校法人四国大学学園長就任。学校法人四国大学副理事長[3]。
- 2014年 - 2月27日午前11時42分、老衰のため徳島市の病院で死去。92歳没。

## 受賞・栄典
- 服飾教育功労賞 （1984年）
- 藍綬褒章 （1988年）
- 短期大学教育功労者表彰 （1990年）
- 勲三等宝冠章 （1996年）
- 全日本私立幼稚園連合会永年勤続者表彰